# Колесников, Николай Васильевич (инженер-конструктор)
Николай Васильевич Коле́сников (р. 1920) — советский инженер-конструктор, специалист в области разработки ядерного оружия, первый заместитель главного конструктора ВНИИТФ.

## Биография
Родился 4 ноября 1920 года в деревне Ордынцы, (ныне Подольский район, Московская область) в рабочей семье.
С 1944 года после окончания ВВИА имени Н. Е. Жуковского служил в частях ВВС, участник Великой Отечественной войны. Уволился в запас в 1946 году.
С 1946 года работал в системе Первого главного управления при Совете Министров СССР. С 1946 года направлен в закрытый город Арзамас-16 с назначением инженер-конструктором, с 1947 года — старшим инженер-конструктором, с 1953 года — руководителем конструкторской группы Всесоюзного научно-исследовательского института экспериментальной физики.
С 1955 года направлен в закрытый город Челябинск-70 во Всероссийский научно-исследовательский институт технической физики и назначен заместителем начальника Конструкторского отделения, с 1958 года — начальником Конструкторского отделения (Сектор №7 по ЯБП). С 1955 года — заместитель главного конструктора, с 1960 по 1968 годы — первый заместитель главного конструктора по ЯБП, под его руководством проводилась разработка ЯБП для ракет РВСН серии УР-100, конструкций боевых частей и устройств механической стыковки их с носителями для комплексов Войск ПВО С-75. Избирался депутатом Челябинского областного Совета депутатов трудящихся.
С 1968 по 1986 годы работал в центральном аппарате МСМ СССР в Шестом Главном управлении (производство ядерного оружия), под его руководством  на предприятиях ядерно-оружейного комплекса разрабатывались, испытывались и внедрялись в серийное производство ряд специальных изделий новой военной техники.
В отставке с 1986 года.

## Награды и премии
- орден Ленина (1962)
- орден Отечественной войны II степени (1985)
- орден Трудового Красного Знамени (1984)
- два ордена «Знак Почёта» (1951, 1956)
- Сталинская премия (1953) — за разработку конструкции основных узлов изделий РДС-6с, РДС-4 и РДС-5
- Государственная премия СССР (1967)